# Nacht- en huiskleding
Nacht- en huiskleding is kleding die meestal 's nachts of 's avonds gebruikt wordt om op de bank door te zakken voor de tv, of het huishouden te doen. Het is kleding waarin je je niet aan anderen wilt vertonen, vandaar dat het meestal slechts thuis en in besloten kring gedragen wordt. Ook in huiselijke kring is er een onderscheid tussen nachtkleding en comfortabele kleding waarin je kunt relaxen.
Er zijn verschillende soorten nacht- en huiskleding, onder andere:
Hansop, jumpsuit, onesieeen eendelig pak met lange pijpen en mouwen. Soms met voeten eraan.
Pyjamaeen tweedelig pak met een lange broek en een jasje of shirt voor de nacht.
Shortamaeen pyjama maar dan met een short in plaats van een lange broek.
Babydolleen kort ballonvormig broekje met een ruimvallend dun hesje.
Nachthemdeen lange slaapjurk in lengte variërend van knie tot enkel.
Bigshirteen kort nachthemd in T-shirtmodel.
Negligé-seteen lange ochtendmantel met een bijpassend nachthemd, gemaakt van luxe materiaal. Vaak doorschijnend.
Huisjurkeen lange jurk van soepel vallend materiaal. Comfortabel maar toch gekleed.
Huispakeen comfortabel tweedelig pak om thuis in te ontspannen.
Duster, kamerjas of ochtendjaseen korte of lange jas, veelal gemaakt van badstof, voor huiselijke bezigheden.
Peignoireen enkellange ochtendjas.
Bedjasjeeen jasje met lange mouwen om over de nachtkleding in bed te dragen.
Kimonoochtendjas in Japanse stijl met wijde mouwen en zonder kraag.